# Eleccions legislatives noruegues de 1927
Les eleccions legislatives noruegues de 1927 se celebraren el 1927 per a renovar els 150 membres del Storting, el parlament de Noruega. Els més votats foren els laboristes noruecs i però es formà un govern de coalició de dretes dirigit pel cap dels conservadors Ivar Lykke, qui detingué el càrrec de primer ministre de Noruega.

## Resultats
|         |                                                           |         |       |          |        |
| Partits | Partits                                                   | Vots    | Vots  | Escons   | Escons |
| Partits | Partits                                                   | #       | %     | #        | ±      |
|         | Partit Laborista Noruec (Det norske Arbeiderparti)        | 368,106 | 36.84 | 59 / 150 | 35     |
|         | Partit Conservador (Høyre)                                | 240,091 | 24.03 | 29 / 150 | 14     |
|         | Partit d'Esquerra Liberal (Frisindede Venstre) - coalició | 240,091 | 24.03 | 1 / 150  | 9      |
|         | Partit Liberal (Venstre)                                  | 172,568 | 17.27 | 30 / 150 | 4      |
|         | Partit dels Agricultors (Bondepartiet)                    | 149,026 | 14.91 | 26 / 150 | 4      |
|         | Partit Comunista de Noruega (Norges Kommunistiske Parti)  | 40,075  | 4.01  | 3 / 150  | 3      |
|         | Partit d'Esquerra Liberal (Frisindede Venstre) - solitari | 14,439  | 1.44  | 2 / 150  | 9      |
|         | Partit Popular Radical (Det Radikale Folkeparti)          | 13,459  | 1.35  | 1 / 150  | 1      |
|         | Total                                                     | 100%    | 100%  | 150      | 150    |